# Фірден
Фірден (нім. Vierden) — громада в Німеччині, розташована в землі Нижня Саксонія. Входить до складу району Ротенбург-на-Вюмме. Складова частина об'єднання громад Зіттензен.
Площа — 21,30 км2. Населення становить 748 ос. (станом на 31 грудня 2021).